# Tetsuya Asano
Tetsuya Asano (jap. 浅野 哲也 Asano Tetsuya; ur. 23 lutego 1967) – japoński piłkarz, reprezentant kraju.

## Kariera klubowa
Od 1985 do 2001 roku występował w klubach Toyota Shukyudan, Nagoya Grampus Eight, Urawa Reds, FC Tokyo i Kawasaki Frontale.

## Kariera reprezentacyjna
W reprezentacji Japonii zadebiutował w 1991. W reprezentacji Japonii występował w latach 1991-1994. W sumie w reprezentacji wystąpił w 8 spotkaniach.

## Statystyki
| Reprezentacja Japonii | Reprezentacja Japonii | Reprezentacja Japonii |
| Rok                   | Mecze                 | Gole                  |
| --------------------- | --------------------- | --------------------- |
| 1991                  | 2                     | 0                     |
| 1992                  | 3                     | 0                     |
| 1993                  | 0                     | 0                     |
| 1994                  | 3                     | 1                     |
| Razem                 | 8                     | 1                     |